# 기간지주
기간지주(旗竿支柱)란 깃발을 꽂는 깃대(旗竿)의 지주 역할을 했던 돌받침 겸 기둥이다. 기(旗)를 세우기 위해서는 두 개의 받침대를 세우고 그 가운데 기둥을 세우는데, 돌․쇠․나무 등으로 만든다. 관아의 존엄성과 권위를 나타내는 깃발을 메다는 깃대의 지주석이다.

## 같이 보기
- 당간지주